# Klenov (přírodní rezervace)
Klenov je přírodní rezervace na vrcholové partii hřbetu Klenov na území obce Bystřička v okrese Vsetín ve Vsetínských vrších a úzký skalnatý pás severně a západně od vrcholu Zámčisko. Byla vyhlášena v roce 1999 s cílem ochrany skalních výchozů a původních zachovalých lesních porostů, ve kterých se vyskytuje fauna vázaná na horské bučiny. Skalnatý vrch Zámčisko je také archeologickou lokalitou, protože na něm ve středověku stával hrad Klenov. Přírodní rezervací prochází naučná stezka Klenov, která vede od hráze přehrady Bystřička, kde končí naučná stezka Jana Karafiáta, okolo přírodní památky Louky pod Štípou (Růžďka).

## Flóra
Původní lesy tvoří buk lesní (Fagus sylvatica) s příměsí jedle bělokoré (Abies alba) a javoru klenu (Acer pseudoplatanus).

## Galerie

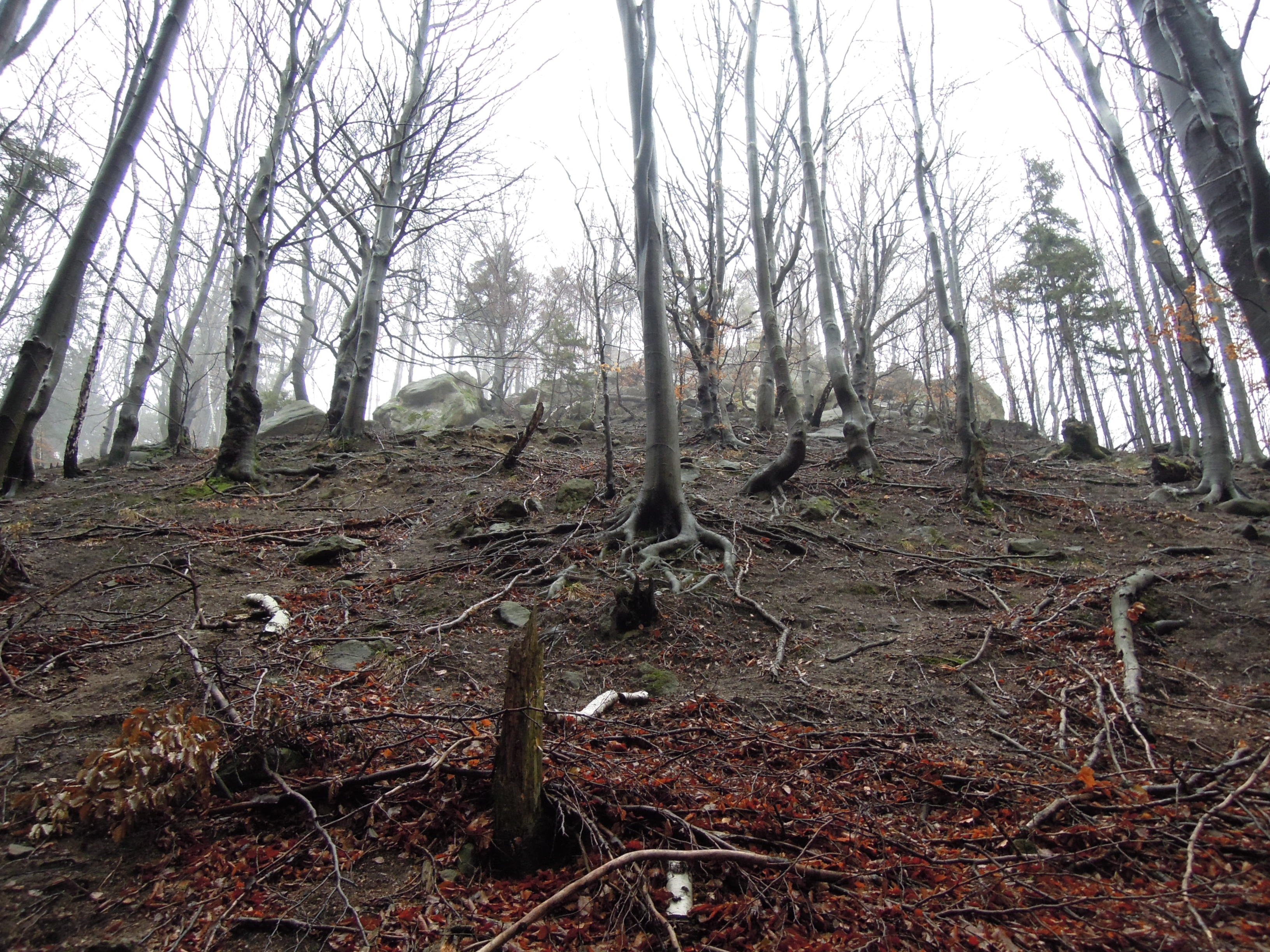
Skalní hrad Klenov na vrcholu Zámčisko je součástí přírodní rezervace Klenov.
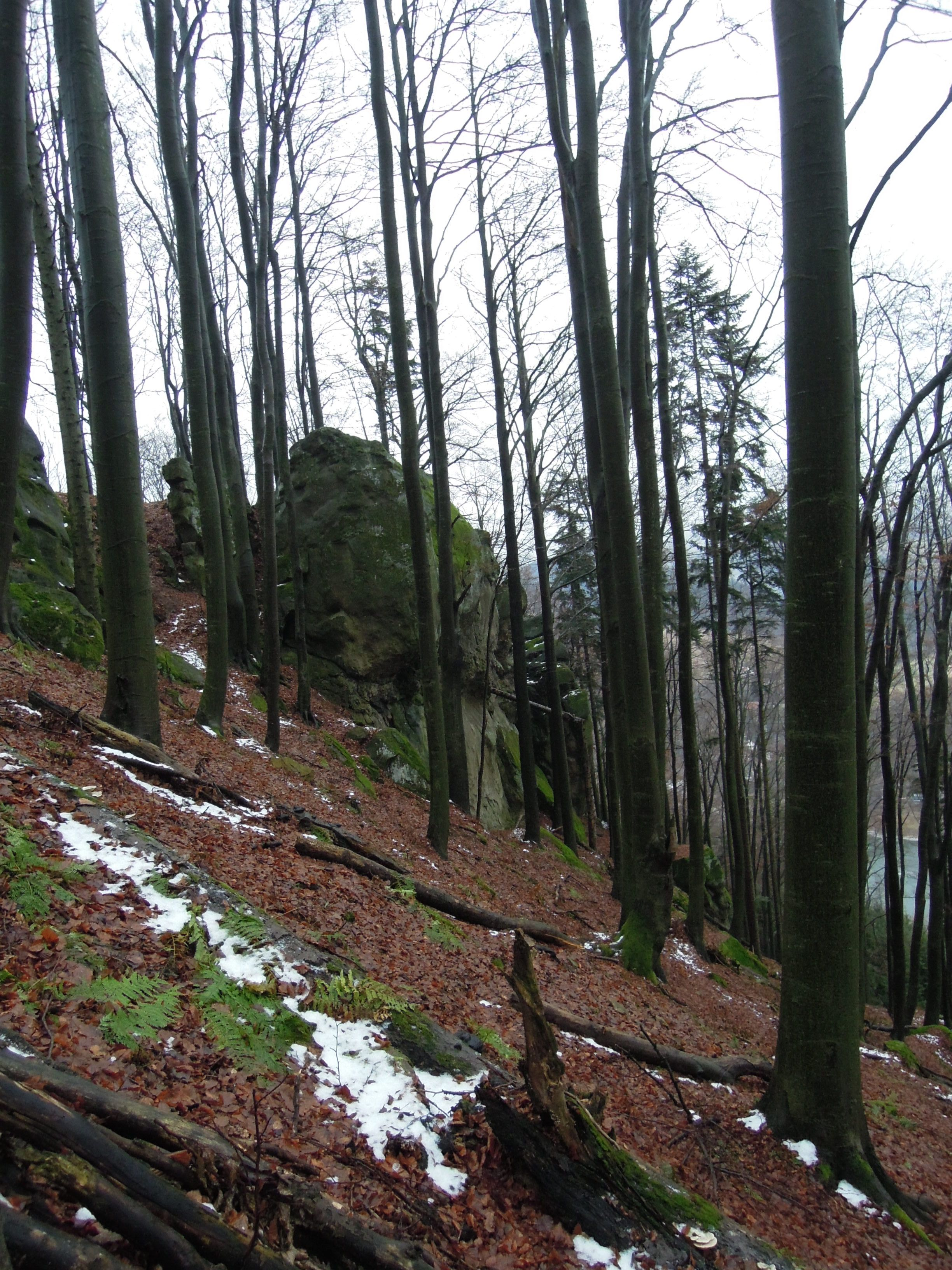
Skála Havranka a bukový porost
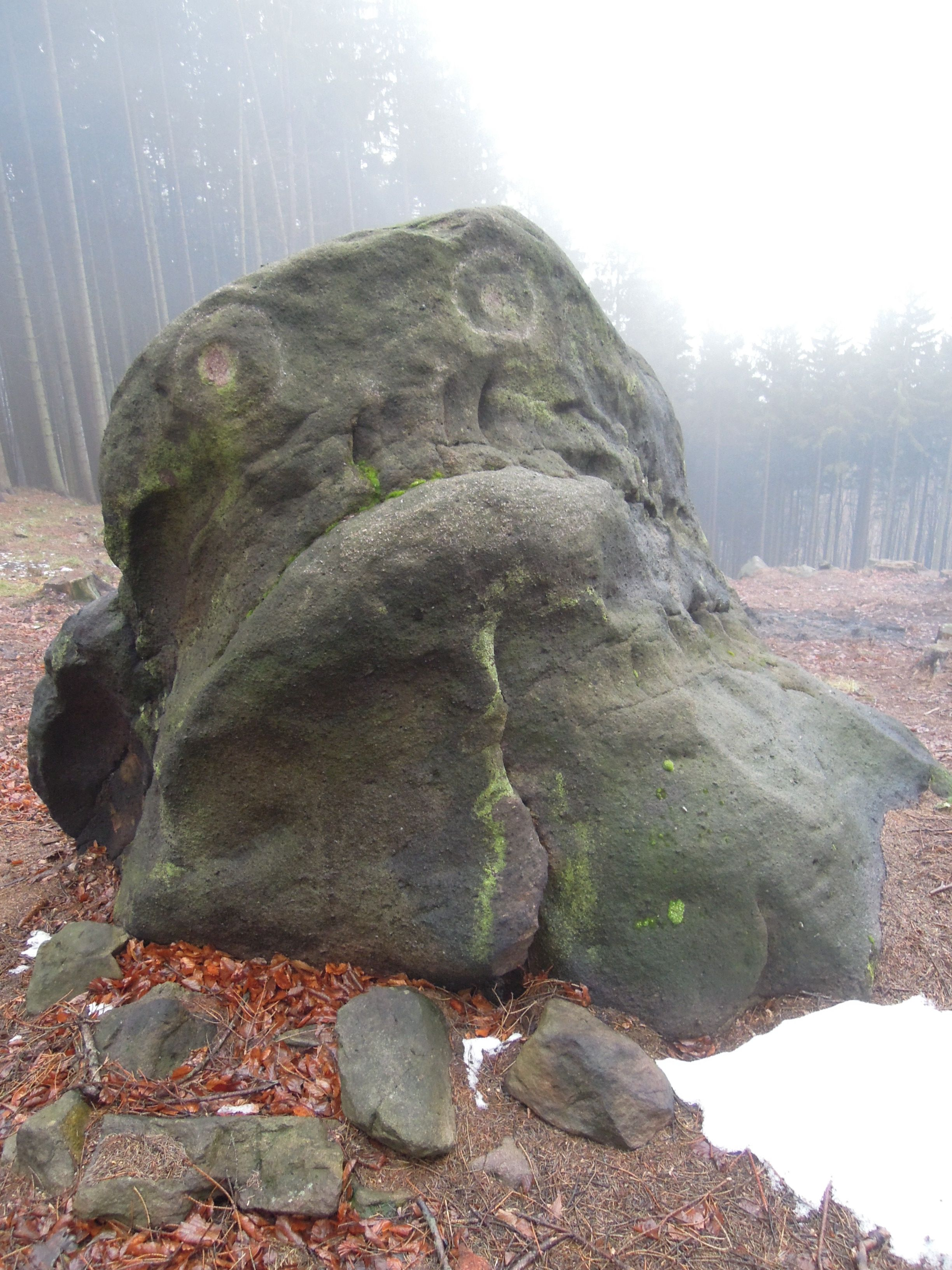
V pásu mezi Zámčiskem a Havrankou se nachází skála připomínající tvář.
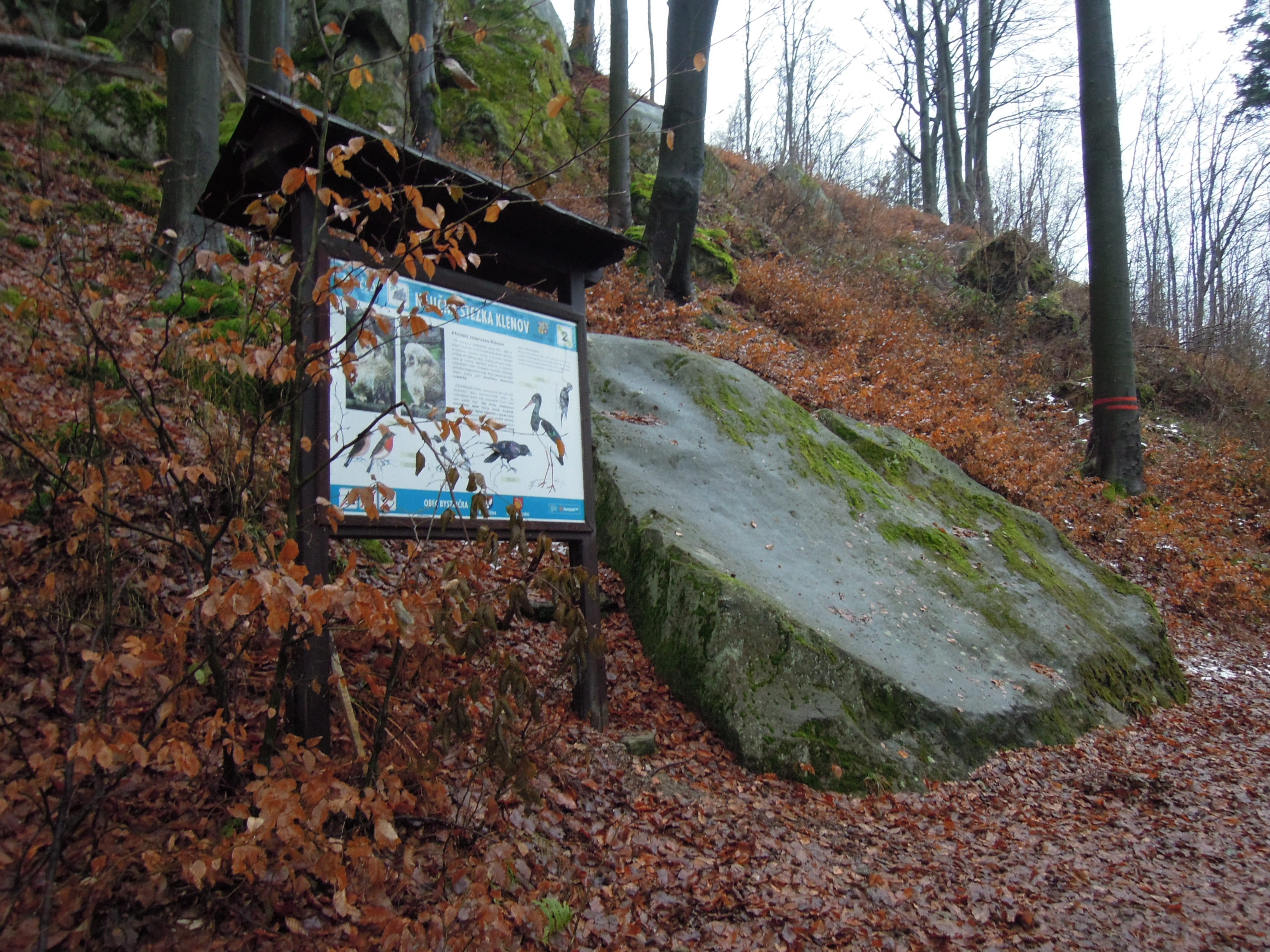
Přírodní rezervací Klenov vede stejnojmenná naučná stezka.
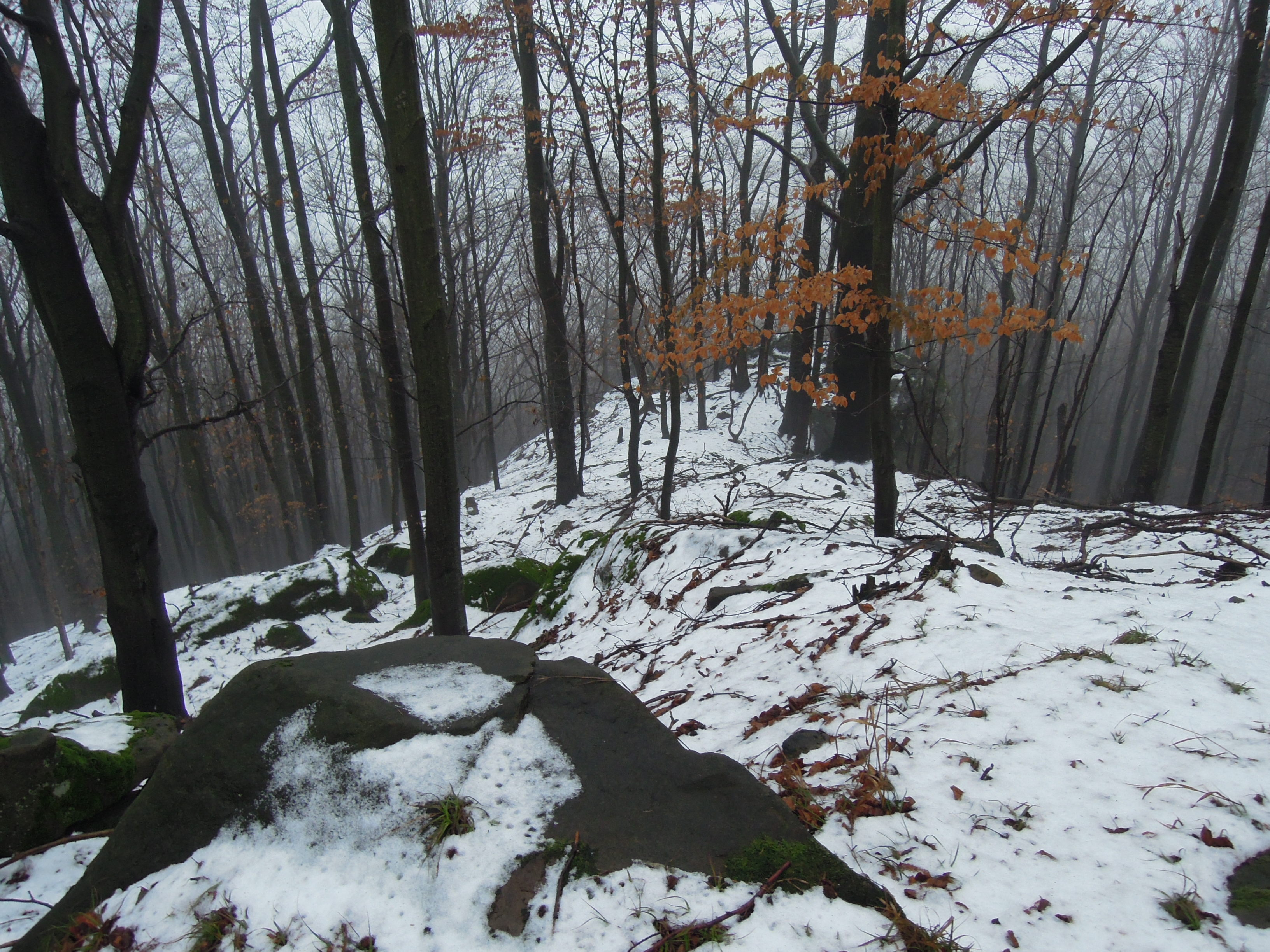
Lesní porost poblíž Zámčiska